# Вулиця Воїнів-Інтернаціоналістів (Мелітополь)
Ву́лиця Во́їнів-І́нтернаціоналі́стів — вулиця Мелітополя, що йде від вулиці Івана Алексєєва до вулиці Ломоносова і є об'їзною навколо центру міста.
До вулиці примикає ряд промислових територій, у тому числі заводи «Мелком» (компресорне обладнання) і «Мелітопольпродмаш» (обладнання для розливу)

## Назва
Вулиця названа на честь воїнів-інтернаціоналістів, загиблих в Афганській війні 1979—1989 років.

## Історія
4 квітня 1974 міськвиконком дав дозвіл на проєктування автомагістралі «Північ-Південь», і 14 листопада 1974 року дозволив будівництво першої черги автомагістралі, на ділянці від вулиці Свердлова до вулиці Кірова. Так в Мелітополі з'явилася об'їзна дорога, яка дозволила суттєво розвантажити центральний проспект та інші автомагістралі. Однак, користуватися назвою автомагістраль було незручно.
18 лютого 1988 року автомагістраль була перейменована на вулицю Воїнів-Інтернаціоналістів на честь учасників війни в Афганістані.
У 2002 році на початку вулиці встановлено пам'ятник воїнам-інтернаціоналістам.
До цієї вулиці не відноситься жодний житловий будинок. Наприклад, найбільша дев'ятиповерхівка міста, яка розташована уздовж об'їзної дороги, має адресу: вулиця Ярослава Мудрого, 17, а наступний висотний будинок — відноситься до вулиці Героїв України.

## Транспорт
На перехресті з вулицею Інтеркультурної знаходиться Автостанція № 1.
Крім того, через вулицю Воїнів-Інтернаціоналістів проходять маршрути громадського транспорту, що зв'язують центр міста та район Новий Мелітополь. У бік центру розташовані маршрутні зупинки «Університетська» та «Компресорний», в сторону Нового Мелітополя — «Компресорний» і «Тополя».
Автобусні маршрути:
- № 3 «Міжрайбаза — Вулиця Бєлякова»;
- № 3А «Міжрайбаза — Піщанська вулиця»;
- № 8 «Міжрайбаза — Моторний завод»;
- № 9 «Моторний завод — Вулиця Радищева»;
- № 10 «Завод "Рефма" — Вулиця Дмитра Грищенка»;
- № 11 «Північний Переїзд — Вулиця Юр'ївська»;
- № 11А «Авіамістечко — Міжрайбаза»;
- № 12 «Залізничний вокзал — Вулиця Юр'ївська»;
- № 25 «Вулиця Юр'ївська — Завод "Рефма"»;
- № 27 «Міжрайбаза — Лісопарк»;
- № 27А «Міжрайбаза — Райлікарня»;
- № 31 «Міжрайбаза — Завод "Автокольорлит"».

Біля перехрестя з вулицею Гетьмана Сагайдачного перетинається із залізничними коліями, що ведуть на олійноекстракційного заводу та заводу будматеріалів, що іноді призводить до затримки автомобільного руху через рух вантажних потягів.

## Пам'ятки
У 2002 році на початку вулиці на перехресті з вулицею Івана Алексєєва встановлено пам'ятник мелітопольським воїнам-інтернаціоналістам, полеглим в Афганістані. Композиція являє собою бронетранспортер на постаменті. 2012 року під час будівництва автозаправки на перетині вулиць територія біля пам'ятника була облаштована, встановлені лави.

## Галерея

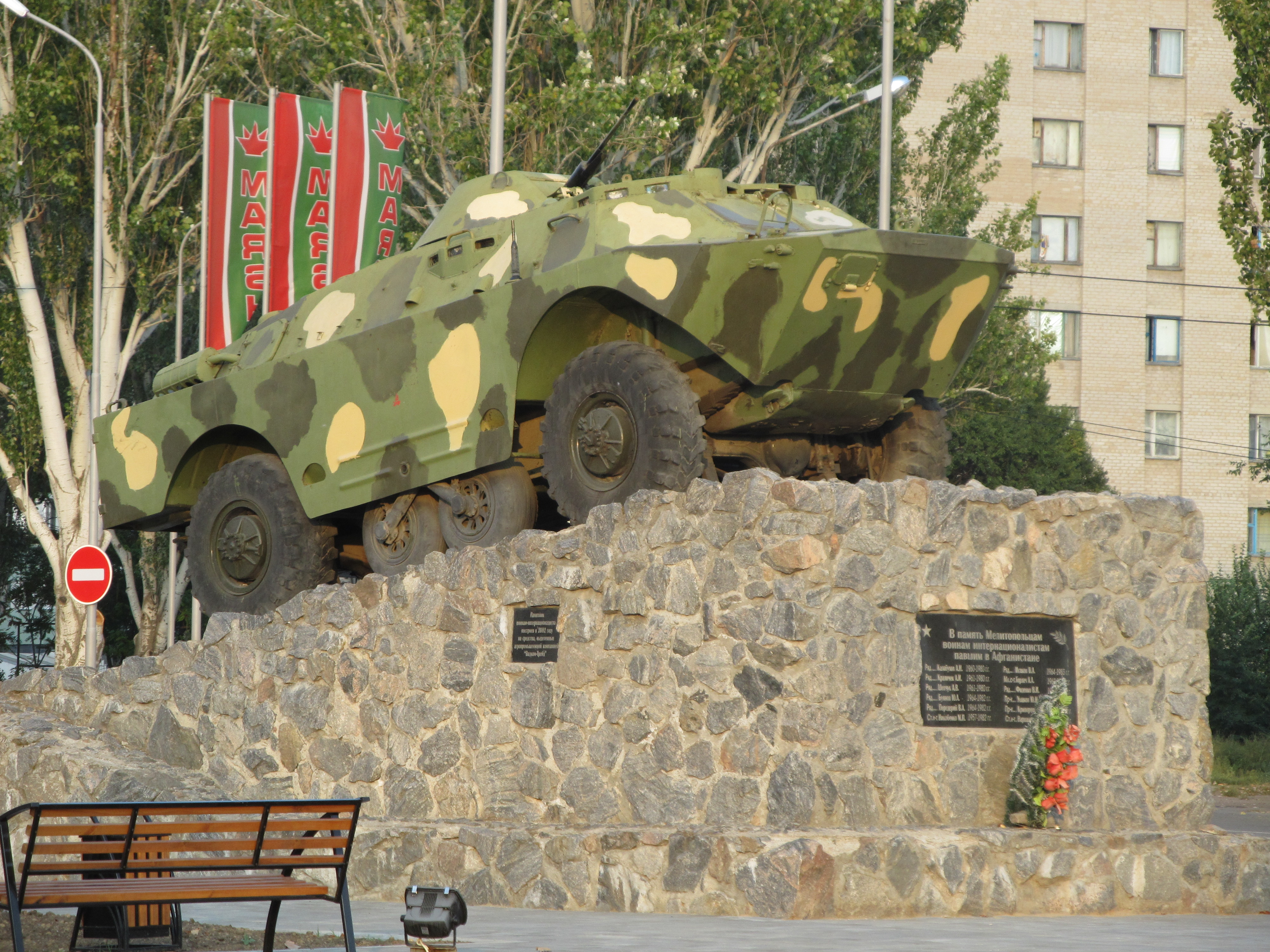
Пам'ятник воїнам-інтернаціоналістам
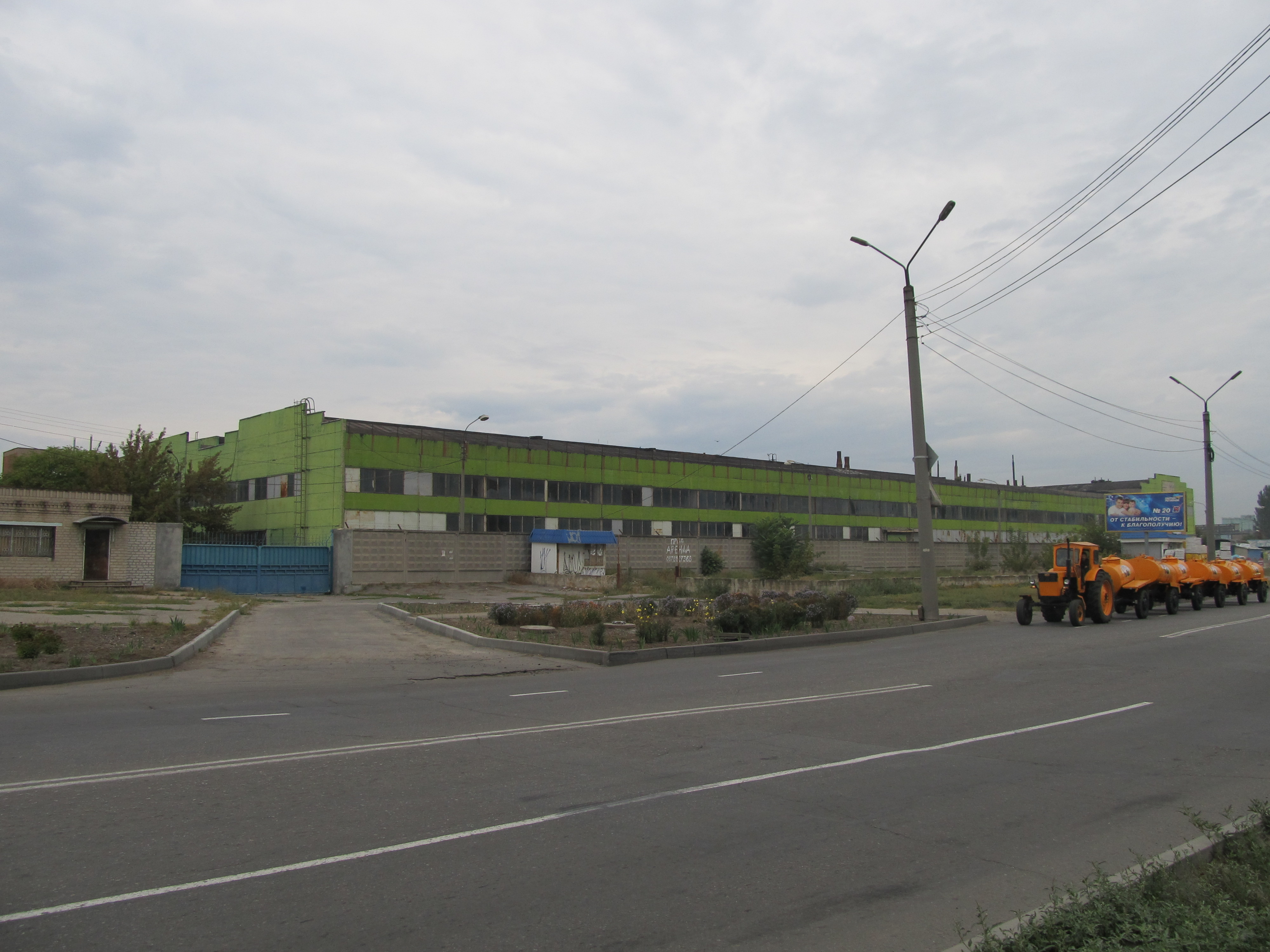
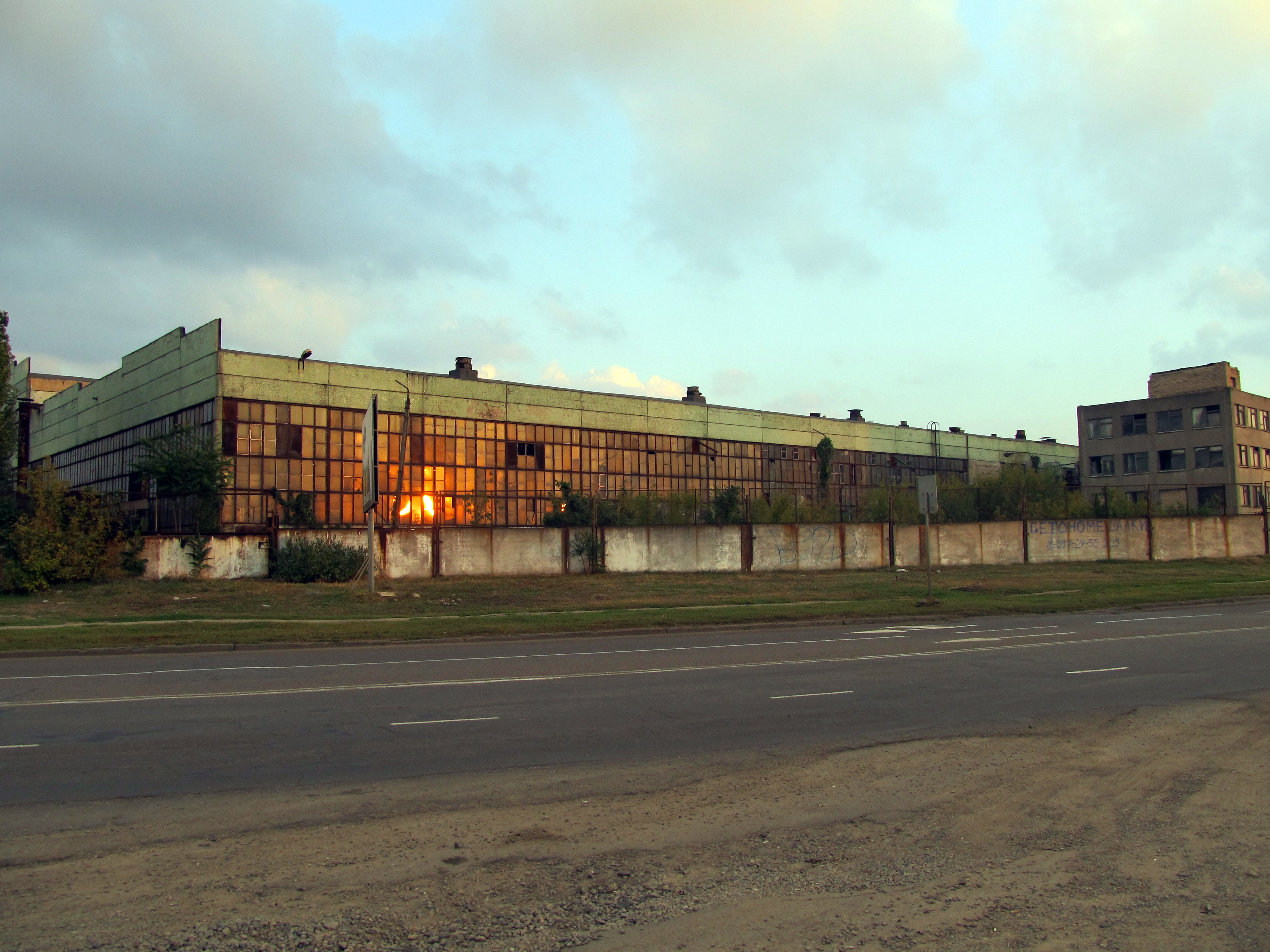